# Торо (озеро)
То́ро (исп. Lago del Toro) — озеро в чилийской провинции Ультима-Эсперанса области Магальянес. Площадь водного зеркала — 196 км² (по другим данным — 202 км²). Максимальная глубина — 300 метров. Лежит на высоте 45 метров над уровнем моря. Располагается на восточных склонах Патагонских Анд в котловине между горами Сьерро-дель-Торо, Сьерра-Бальена, Компанилья и Тенерифе. Средняя температура воды — 8,06 °C, водородный показатель — 7,0.
Питается водами рек Чинас, Трес-Пасос и Пайне, вытекающей из соседнего озера Пеуэ. Сток осуществляется в залив Ультима-Эсперанса через реку Серрано.
Самый крупный остров — Линкольн — лежит в восточной части акватории.